# L'Avencó
L'Avencó és una caseria i nucli de població del municipi de Tagamanent (Vallès Oriental), situat a l'esquerra de la riera de l'Avencó, prop del nucli urbà d'Aiguafreda i al límit entre ambdós municipis. Al nucli i en disseminat hi viuen 63 persones (2020). El 1989 constava com a raval.
La riera de l'Avencó, afluent, per l'esquerra, del Congost, és formada per la unió de les rieres de Picamena i de Burguès (la Llobina). Entre la confluència de les dues rieres i la seva afluència al Congost, la riera de l'Avencó separa els termes municipals de Tagamanent i d'Aiguafreda. A la riba esquerra, poc abans de desguassar al Congost, hi ha el Molí de l'Avencó i els pous de glaç.